# Stine Borgli
Stine Andersen Borgli, née le 4 juillet 1990 à Sandnes, est une coureuse cycliste norvégienne.

## Palmarès sur route

### Palmarès par années
- 2011
  - 3e du championnat de Norvège sur route
- 2018
  - 3e du championnat de Norvège sur route
- 2019
  - Tour de Burgos
  - 3e du Tour d'Écosse
- 2020
  - 10e du Grand Prix de Plouay
- 2022
  - 3e du Tour d'Uppsala

### Classements mondiaux
| Année                                 | 2011 | 2012 | 2013 | 2014 | 2015 | 2016 | 2017 | 2018 | 2019 | 2020 | 2021 | 2022 | 2023 |
| ------------------------------------- | ---- | ---- | ---- | ---- | ---- | ---- | ---- | ---- | ---- | ---- | ---- | ---- | ---- |
| Classement UCI                        | 298e | nc   | nc   | nc   | 621e | nc   | 632e | 263e | 43e  | 89e  | 328e | 170e | 456e |
| UCI World Tour                        |      |      |      |      |      | nc   | 194e | 199e | 61e  | 54e  | 114e | 147e | 316e |
|                                       |      |      |      |      |      |      |      |      |      |      |      |      |      |
| Légende : nc = non classéSource : UCI |      |      |      |      |      |      |      |      |      |      |      |      |      |

## Palmarès en cyclo-cross
- 2021-2022
  - 3e du championnat de Norvège de cyclo-cross
- 2022-2023
  - 3e du championnat de Norvège de cyclo-cross